# Trans regio 460
De serie 460 is een driedelig elektrisch treinstel van het Siemens type Desiro Main Line, ook bekend als Baureihe 460, een zogenaamde lichtgewichttrein met lagevloerdeel voor het regionaal personenvervoer voor trans regio Deutsche Regionalbahn GmbH (TDR).

## Geschiedenis
De Desiro Main Line is een treinstel ontwikkeld als onderdeel van de Desiro serie. Na een gewonnen aanbesteding plaatste trans regio in 2006 bij Siemens Mobility een order voor de bouw van 17 driedelige treinstellen. Het acroniem Desiro ML staat voor Desiro MainLine.

### Nummers
- 460 001-1 + 860 001-7 + 460 501-0
- 460 002-9 + 860 002-5 + 460 502-8
- 460 003-7 + 860 003-3 + 460 503-6
- 460 004-5 + 860 004-1 + 460 504-4
- 460 005-2 + 860 005-8 + 460 505-1
- 460 006-0 + 860 006-6 + 460 506-9
- 460 007-8 + 860 007-4 + 460 507-7
- 460 008-6 + 860 008-2 + 460 508-5
- 460 009-4 + 860 009-0 + 460 509-3
- 460 010-2 + 860 010-8 + 460 510-1
- 460 011-0 + 860 011-6 + 460 511-9
- 460 012-8 + 860 012-4 + 460 512-7
- 460 013-6 + 860 013-2 + 460 513-5
- 460 014-4 + 860 014-0 + 460 514-3
- 460 015-1 + 860 015-7 + 460 515-0
- 460 016-9 + 860 016-5 + 460 516-8
- 460 017-7 + 860 017-3 + 460 517-6

## Constructie en techniek
De Desiro Main Line is modulair opgebouwd uit een aluminium frame met een frontdeel van GVK. Alle rijtuigen hebben een lagevloerdeel. De fabrikant biedt het treinstel aan met elektrische aandrijving. Het treinstel kan met twee tussenrijtuigen worden verlengd.
De Desiro Main Line zijn uitgerust met een volautomatische Scharfenbergkoppeling.

## Treindiensten
Op 4 mei 2006 werd bekend dat trans regio vanaf 14 december 2008 het regionaal personenvervoer op de Linke Rheinstrecke overneemt van de Deutsche Bahn. De treindiensten worden uitgevoerd met elektrische treinstellen van het type Siemens Desiro ML van de Baureihe 460 die voor een lange periode van Alpha Trains zijn gehuurd.
De Mittelrheinbahn bedient de volgende trajecten:
- RB 26 Rheinland-Bahn: Köln – Bonn – Remagen – Andernach – Koblenz
- RB 32 Mittelrhein-Burgen-Bahn: Koblenz – Boppard – Bingen – Mainz

## Foto's

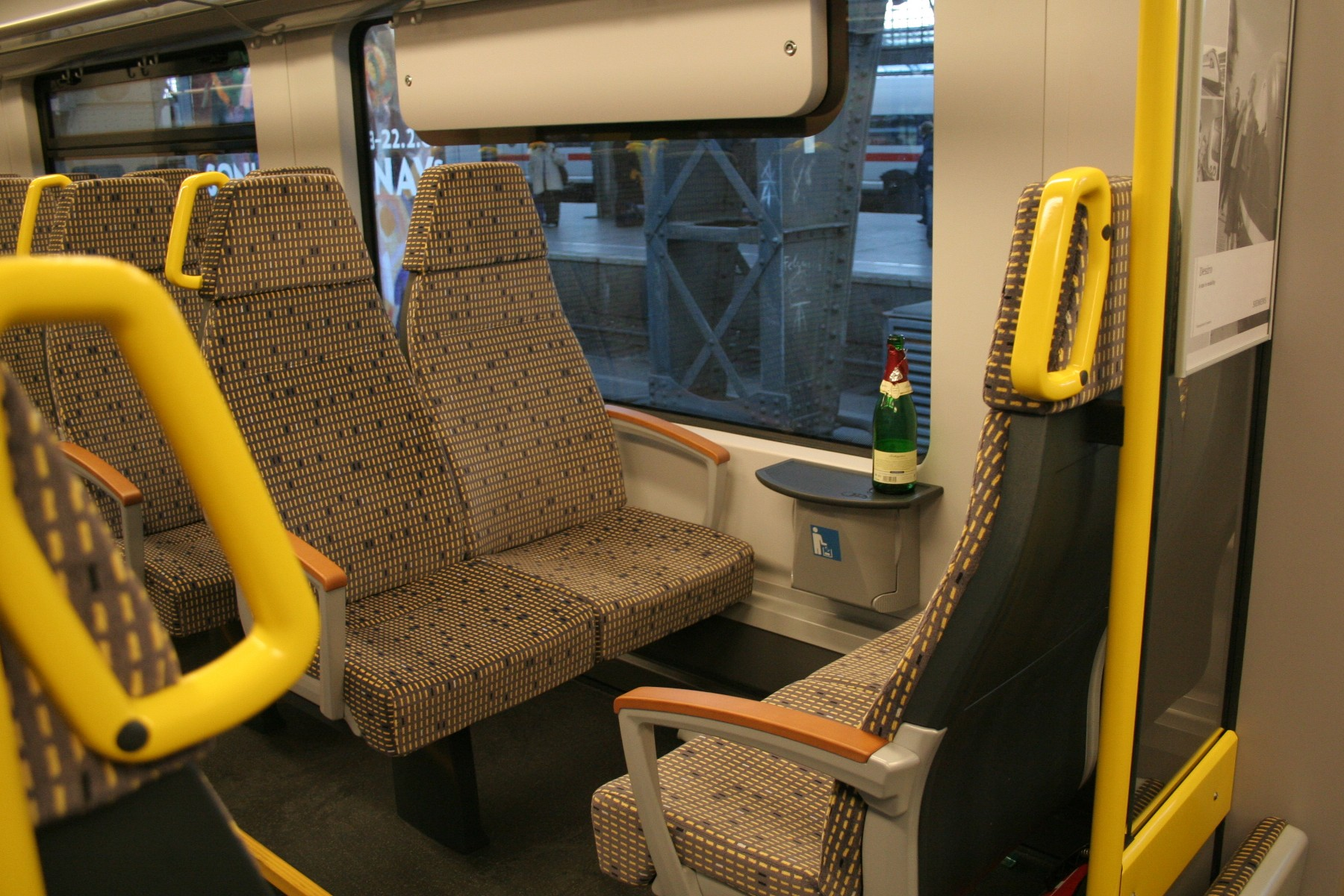
Interieur
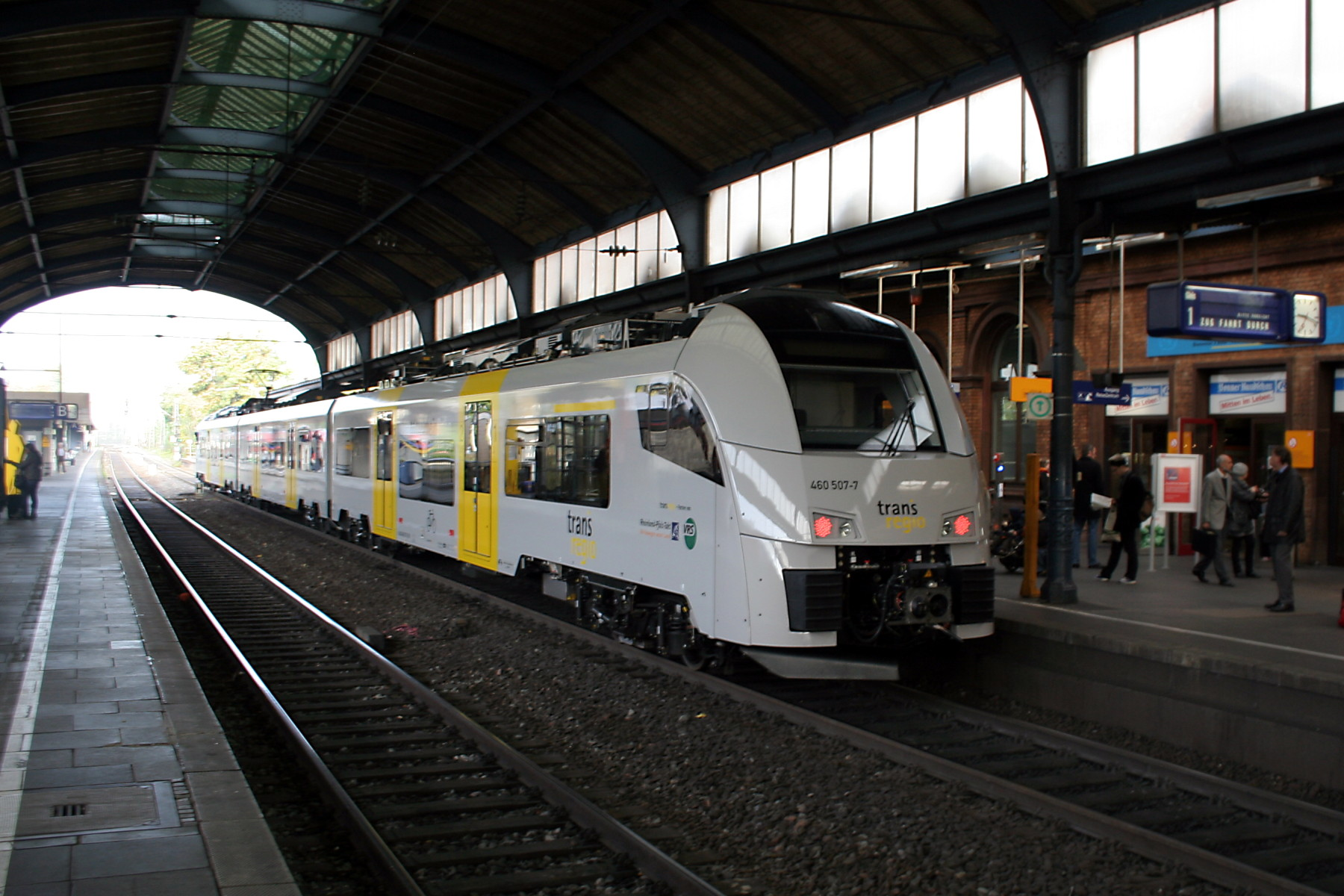
Treinstel 460 507-7 op 13 oktober 2008 te Bonn Hbf
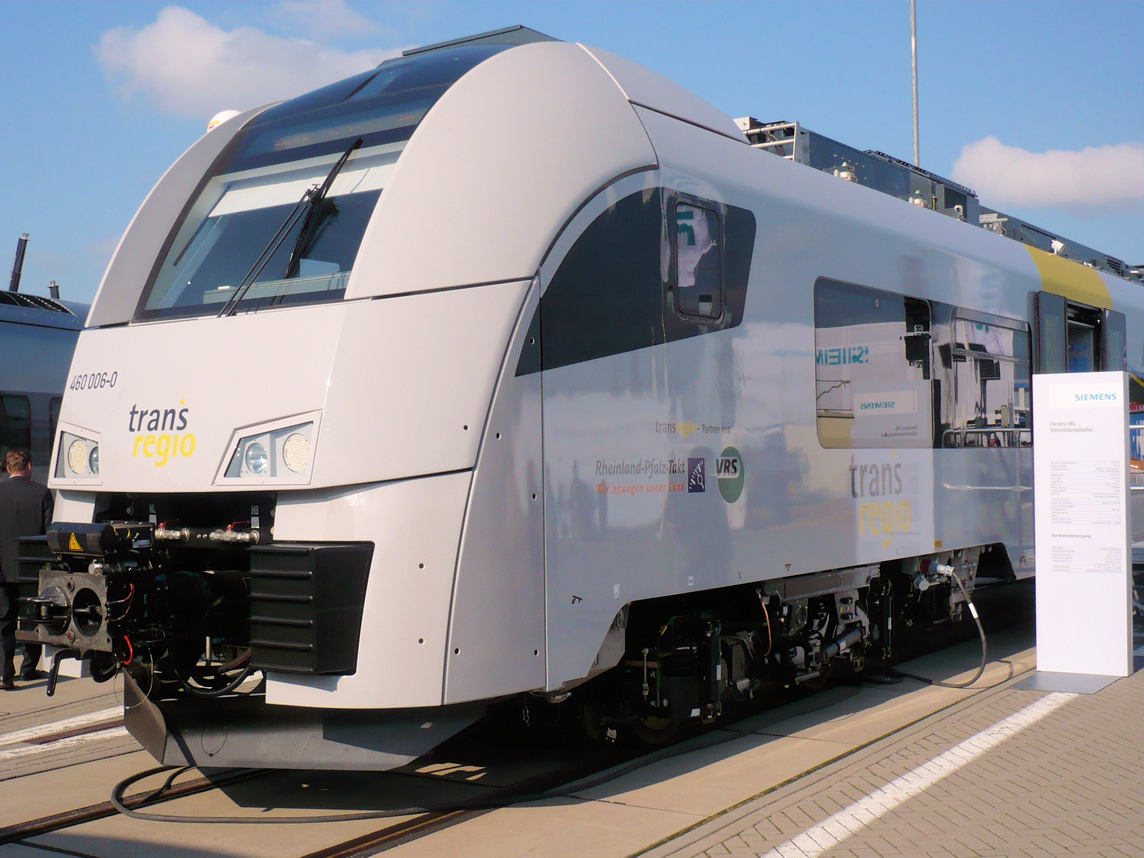
Desiro ML op InnoTrans 2008